# Battaglia di Resena
La battaglia di Resena fu combattuta nel 243 tra l'esercito romano dell'imperatore Gordiano III e l'esercito sasanide di Sapore I, nei pressi di Resena: i Romani furono vincitori.

## Contesto storico
Il giovane imperatore Gordiano III, dopo aver fatto aprire le porte del tempio di Giano (nel 242) e, dopo aver mobilitato l'esercito, marciò personalmente verso Oriente, con il comando effettivo della campagna affidato a Timesiteo e all'altro prefetto del pretorio, Gaio Giulio Prisco. Giunto ad Antiochia (forse sul finire dell'anno), che sembra riconquistò dopo essere caduta in mano a Sapore I, passò l'Eufrate a Zeugma, sconfiggendo ripetutamente i Persiani e strappando loro Carre e Nisibis.

## Battaglia
La campagna romana del 243 culminò con una netta vittoria romana, dopo l'occupazione di Carrhae ed Edessa. Lo scontro più importante fu proprio a Resena, dove ottennero una vittoria decisiva, riprendendo la città, ma soprattutto tornando ad occupare parte dei territori dell'alta Mesopotamia ed Osroene, andati perduti qualche anno prima (239-241).

## Conseguenze
Lo stesso imperatore tornato a svernare nella provincia romana di Siria, stava progettando una nuova campagna per l'anno successivo, con lo scopo di raggiungere ed occupare la capitale nemica, Ctesifonte, quando il suocero, Timesiteo morì. Senza l'esperienza militare ed il carisma del suocero, Timesiteo, la campagna in territorio sasanide e la sicurezza stessa dell'imperatore erano ora a rischio.
Il corso della guerra cambiò: Timesiteo, il vero vincitore della battaglia di Resena, fu quindi sostituito dal nuovo prefetto del pretorio, Filippo l'Arabo. A metà febbraio 244, i due eserciti si scontrarono ancora, a Mesiche, non lontano da Ctesifonte: questa volta fu forse Sapore a vincere. Gordiano morì, o in battaglia, o assassinato dai suoi uomini, e Filippo divenne il nuovo imperatore: per ottenere la pace da Sapore, Filippo dovette accettare un trattato molto oneroso.